# Język abui
Język abui, także: barawahing, barue, namatalaki – język papuaski używany w prowincji Małe Wyspy Sundajskie Wschodnie w Indonezji, w centralnej części wyspy Alor. Według danych z 1981 r. posługuje się nim 16 tys. osób. Należy do grupy języków alor-pantar.
Określenie „barawahing” ma charakter pejoratywny, sami jego użytkownicy używają nazwy Abui tangà („język górski”).
Jest silnie rozdrobniony dialektalnie. W publikacji Ethnologue wyróżniono cztery dialekty (atimelang, abui barat, alakaman, abui selatan), z zaznaczeniem, że może chodzić o więcej niż jeden język. Pozycja dialektu alakaman nie jest pewna, gdyż dialekt ten może również należeć do języka kamang.
Społeczność Abui jest jedną z największych grup etnicznych w regionie. Odnotowano, że abui wypiera niektóre sąsiednie języki (kafoa, hamap). Sam znajduje się pod wpływem malajskiego alorskiego, który dominuje w roli lingua franca. Najmłodsze pokolenie w większych miejscowościach (takich jak Takalelang i Fanating) posługuje się przede wszystkim malajskim, a abui bywa przyswajany co najwyżej wraz z wkraczaniem w dorosłość. W mniejszych wsiach (jak Tifol Afeng) abui pozostaje preferowanym środkiem komunikacji. W języku młodszych grup wiekowych stwierdzono obecność wpływów semantyki malajskiej.
Istnieją pewne publikacje poświęcone temu językowi. Wydano m.in. opis gramatyki (A Grammar of Abui, 2007)  i słownik (Kamus Pengantar Bahasa Abui, 2008). Sporządzono także zbiór tekstów (2008).